# Saltash
Saltash (korn. Essa) – miasto i civil parish w Wielkiej Brytanii, w Anglii w hrabstwie Kornwalia, położone na zachodnim brzegu rzeki Tamar u jej ujścia do kanału La Manche. Mylnie uważane za prawobrzeżną część Plymouth. Jest najdalej na wschód wysuniętym miastem hrabstwa. W 2011 roku civil parish liczyła 16 419 mieszkańców.
W miejscowości jest stacja kolejowa Saltash.
Miasta partnerskie
- Buzancais